# Madaket (Massachusetts)
Madaket é um lugar designado pelo censo localizado no condado de Nantucket no estado estadounidense de Massachusetts. No Censo de 2010 tinha uma população de 236 habitantes e uma densidade populacional de 38,5 pessoas por km².

## Geografia
Madaket encontra-se localizado nas coordenadas 41° 16′ 51″ N, 70° 11′ 10″ O. Segundo a Departamento do Censo dos Estados Unidos, Madaket tem uma superfície total de 6.13 km², da qual 5.13 km² correspondem a terra firme e (16.31%) 1 km² é água.

## Demografia
Segundo o censo de 2010, tinha 236 pessoas residindo em Madaket. A densidade populacional era de 38,5 hab./km². Dos 236 habitantes, Madaket estava composto pelo 95.76% brancos, o 0.42% eram afroamericanos, o 0% eram amerindios, o 0.42% eram asiáticos, o 0% eram insulares do Pacífico, o 1.69% eram de outras raças e o 1.69% pertenciam a duas ou mais raças. Do total da população o 1.69% eram hispanos ou latinos de qualquer raça.